# Dawny ratusz Hajduków Wielkich
Dawny ratusz Hajduków Wielkich – budynek zlokalizowany przy ulicy Ratuszowej 3, w chorzowskiej dzielnicy Chorzów-Batory.
Neobarokowy ratusz został zbudowany w latach 1909–1911 jako siedziba naczelnika gminy Bismarckhütte. Po przyłączeniu tych terenów do Polski gmina otrzymała nazwę Hajduki Wielkie, natomiast sama budowla do 1939 roku była siedzibą władz starostwa świętochłowickiego.
W piwnicy ratusza znajdowały się takie pomieszczenia jak: kotłownia centralnego ogrzewania, dwa mieszkania z kuchnią (mieszkanie dozorcy), pomieszczenia piwniczne i toalety i pomieszczenia policji razem z celami. Na parterze były umieszczone: kasa podatkowa z ogniotrwałym sejfem, biuro meldunkowe, biura policji z pomieszczeniem szefa policji (Wachmeister), pokój gońców, pokój pisarza, księgowość.
Z kolei na pierwszym piętrze znajdowały się pomieszczenia biurowe i urzędowe. Natomiast na drugim piętrze usytuowana była reprezentacyjna sala posiedzeń razem z pomieszczeniami towarzyszącymi oraz mieszkanie burmistrza. Sala obrad charakteryzowała się bogatym wystrojem plastycznym m.in. w trzech oknach umieszczone były witraże z herbami. Na klatce schodowej, o podwójnych schodach, ściany ozdobione były okładziną ceramiczną. Na sufitach znajdowała się dekoracja sztukatorska.
Po 1948 roku ratusz stał się własnością Skarbu Państwa. W budynku znalazły siedzibę kolejno Milicja Obywatelska, a potem Policja - do 1998 roku. Następnie budowla należała do prywatnych właścicieli, do 2018 roku, kiedy to dawny ratusz został wykupiony przez miasto.
We wrześniu 2023 roku prezydent Chorzowa, Andrzej Kotala, podpisał akt notarialny, na mocy którego ratusz przeszedł na własność Sądu Rejonowego, a jego właścicielem stał się znowu Skarb Państwa.